# Iftar

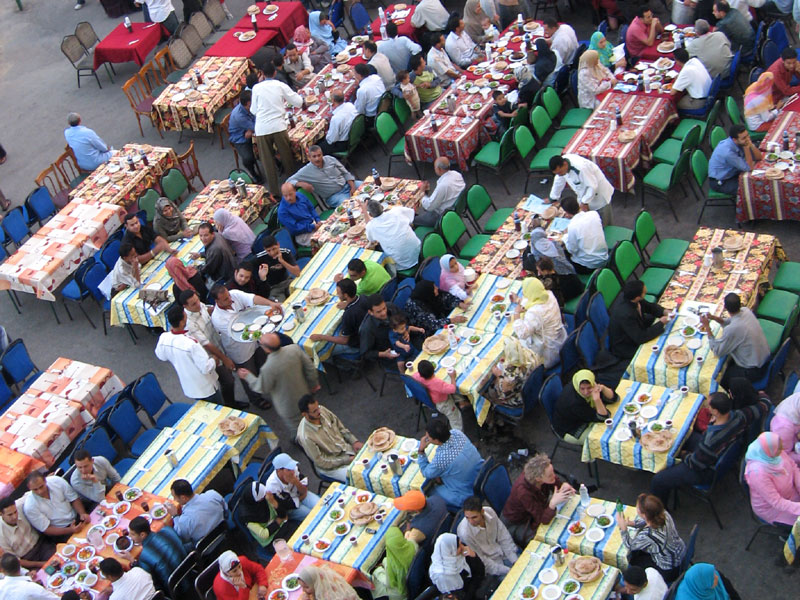
Àpat durant el Ramadà conegut com iftar

L'iftar (àrab: إفطار, ifṭār) és l'àpat nocturn amb el qual s'acaba el dejuni diari durant el mes islàmic del Ramadà. L'iftar durant el Ramadà es fa de manera comunitària, amb grups de musulmans que es reuneixen per trencar el dejuni. L'iftar té lloc just després del màghrib o posta de sol. Tradicionalment, el primer aliment que es consumeix en trencar el dejuni és un dàtil. Se celebra l'experiència espiritual que es viurà durant el mes del ramadà i la força de voluntat i l'esforç per complir el dejuni. Per als musulmans que viuen en països on són minoria, és l'oportunitat de mostrar públicament la seva fe, i de compartir-la amb els altres (està relacionat amb el suhoor i el tarawih).

## Data d'inici
L'iftar s'enceta el primer dia del mes del ramadà. Per a determinar-ne l'inici, la tradició indica que cal una observació directa de la lluna i que no valen els càlculs astronòmics, cosa que fa que hi hagi certa variabilitat territorial a l'hora de determinar el dia exacte que se celebra. En tot cas, és un marge no superior a dos dies. En acabar el ramadà arriba el moment de complir amb el deure de fer caritat (zakat), que és un dels cinc pilars de l'islam.

## Descripció
L'iftar és una de les pràctiques religioses del Ramadà i, sovint es fa en comunitat, la gent es reuneix per trencar el seu dejuni junts. L'iftar es pren just després de la crida a l'oració del màgrib, que és al voltant de la posta de sol. Tradicionalment, sense ser obligatori, es consumeixen tres dàtils per trencar el dejuni, tot emulant el profeta Mahoma, que va trencar el seu dejuni d'aquesta manera. Molts musulmans prenen el fet d'alimentar a algú a l'iftar com una forma de caritat que és molt gratificant i que ja va ser practicada pel profeta Mahoma.

AH Qasmi proposa aquesta pregària per trencar el dejuni en el moment de l'iftar:
«Oh, Déu!, és per tu que observo el dejuni i és amb la teva benedicció que el trenco.»
Segons una publicació de Sud-àfrica:
«Alla-huma inni la-ka sumtu wa ala-rizqi-ka aftartu» (Oh, Déu!, per amor teu, he dejunat i ara trenco el dejuni amb el menjar que ve de tu)

## Indonèsia
A Indonèsia l'iftar es coneix com a buka, que significa ‘obrir’. En els mercats es poden trobar diversos aliments especials per a l'iftar, incloent dàtils, que són molt populars, així com platerets i begudes regionals com el kolak. La majoria d'aquests menjars només estan disponibles durant el Ramadà. L'hora del màghrib s'assenyala amb el beduk, un tambor indonesi tradicional. Poc abans del màghrib es solen registrar embussos de trànsit. De vegades la gent convida a grups d'orfes a participar en el menjar. Acabat l'iftar la gent es dirigeix a la mesquita per a les oracions d'isha i tarawih, que a Indonèsia solen anar acompanyades d'un sermó.

## Pakistan
Al Pakistan gairebé totes les activitats s'aturen per alegrar per alguns minuts, després de sonar les campanes i sirenes anunciant l'iftar, principalment en les mesquites i centres comunitaris. Les preparacions de l'iftar s'inicien amb unes tres hores d'anticipació a les llars i es fan a la vora dels camins. Es consumeixen delícies com ara els yalebis, les samosses, les pakoras i els Namak Paray, juntament amb els tradicionals dàtils i aigua. El rooh afza és la beguda que amb més freqüència s'assaboreix durant l'iftar.

## Estats Units
Als Estats Units i al Canadà els àpats d'iftar solen tenir lloc a mesquites, llars i centres comunitaris islàmics. El 9 de desembre de 1805, el president Thomas Jefferson va posposar el sopar a la Casa Blanca fins a la posta de sol per acollir un enviat de Tunísia, un esdeveniment considerat per molts com el primer iftar de la Casa Blanca.
També es realitzen àpats d'iftar a les universitats, convidant-se a estudiants de qualsevol credo. El Departament d'Estat celebra un àpat anual d'iftar per als líders de les comunitats i grups de fe, així com pels diplomàtics estrangers.